# Jim Benton
Jim Benton (31 de outubro de 1960) é um escritor e ilustrador estadunidense.
Benton, que vive em Bloomfield Township, Michigan, é autor de livros, cartoons e personagens como Dear Dumb Diary, Dog of Glee, Franny K. Stein, It's Happy Bunny, Just Jimmy, Just Plain Mean, Sweetypuss, The Misters, Total Trouble, e Watashi Baka Da!, entre outros. Vive na sua cidade natal com a mulher e os seus 2 filhos.

## Obra
- Dealing With the Idiots in Your Life (1993)
- Cherise The Niece (2008)

### Dear Dumb Diary
- 1: Let's Pretend This Never Happened (2004)
- 2: My Pants Are Haunted! (2004)
- 3: Am I The Princess Or The Frog? (2005)
- 4: Never Do Anything, Ever (2005)
- 5: Can Adults Become Human? (2006)
- 6: The Problem With Here is That It's Where I'm From (2007)
- 7: Never Underestimate Your Dumbness (2008)
- 8: It's Not My Fault I Know Everything (março de 2009)
- 9: "That's What Friends Aren't For"(2009)
- 10:"The Worst Things in Life Are Also Free"(2010)
- 11:"Okay, So Maybe I Do Have Superpowers"(2011)
- 12:"ME (Just like you, only better)"(2011)

### It's Happy Bunny
- Love Bites (2004)
- Life. Get One (2005)
- What's Your Sign?
- It's Happy Bunny Does Su Doku (2006)
- It's Happy Bunny Poster Book

## Prêmios
- 2004: Gryphon Award honor book, Center for Children’s Books, University of Illinois at Urbana-Champaign (Lunch Walks Among Us)[3]
- 2005: LIMA International Licensing Award, Best Art Brand License (It's Happy Bunny)
- 2006: Eleanor Cameron Award, Golden Duck Award Committee (The Fran That Time Forgot)[4]
- 2006: LIMA International Licensing Award, Best Character Brand License – Soft Goods  (It's Happy Bunny)
- 2007: LIMA International Licensing Award, Best Character Brand License – Hard Goods  (It's Happy Bunny)
- 2007: Austin ADDY Awards (com Partnership for a Drug-Free America, Texas Alliance)[5]
  - Silver award, Public Service Campaign
  - Silver award, Public Service Direct Marketing
  - Bronze award, Public Service postcard